# Stadsbrand van Gouda (1438)
De stadsbrand van Gouda in 1438 legde de stad vrijwel geheel in as.
Op 25 augustus 1438 werd Gouda geteisterd door een grote stadsbrand. Bijna alle woningen van de stad brandden af. Het vuur had een gemakkelijk prooi omdat de huizen overwegend van hout waren met rieten daken. Slechts vier of vijf woningen bleven gespaard. Gouda was voor die tijd een tamelijk grote stad. Schattingen geven aan dat er rond 1400 al meer dan 5.000 inwoners waren. Het stedelijk archief werd door brand verwoest, zodat er nauwelijks documenten voor 1437 bewaard zijn gebleven. Om die reden werd er bij de herbouw van de stad een groot plein rond het stadhuis gepland. Een eventuele volgende brand kon daardoor minder gemakkelijk overslaan op het stadhuis. 

Direct na de brand werd begonnen met de herbouw. De landsheer Filips de Goede schoot daarbij te hulp. Hij verleende vrijstelling van belastingen en schonk gelden ten behoeve van de herbouw van de Sint Janskerk. In een bewaard gebleven rondschrijven van 16 april 1439 doet hij een beroep op 
alle Bailuiwen, scouten, Bourgemeesten, scepenen, Raiden, goede luyden ende ondersaten overall in onsen landen van Brabant, Vlaenderen, Hollant, Zeelant ende Vrieslant bynnen steden en daer buyten
 om geld te geven, zodat de kerk en de godshuizen van Gouda weer herbouwd kunnen worden.